# Kentucky Exposition Center
Das Kentucky Exposition Center ist ein Mehrzweckhallenkomplex mit einer Kapazität von über 30.000 Plätzen in der US-amerikanischen Stadt Louisville im Bundesstaat Kentucky.

## Geschichte
Der Bau des Kentucky Fair and Exposition Center begann 1950, als das Kentucky State Fair Board eine Baugrund von 396 Acre für 522.580 US-Dollar kaufte. Die Pläne für die Fertigstellung des Projekts wurden für das folgende Jahr festgelegt, aber nach zahlreichen Bauverzögerungen aufgrund von Zulieferschwierigkeiten wegen des Koreakrieges und lokalpolitischer Auseinandersetzungen wurde die Fertigstellung. Nach einer Gesamtinvestition von 12 Mio. US-Dollar und sechs Jahren Bauarbeiten wurde der Komplex schließlich 1956 eröffnet.
Damals war das Kentucky Fair and Exposition Center die größte Mehrzweckanlage ihrer Art in den USA. Es bestand aus einer Arena (Freedom Hall), zwei Ausstellungsflügeln (Ost- und Westflügel), einer Viehhalle. Das alte Cardinal Stadium (1956–2019) der Louisville Cardinals, ein Golfplatz, ein Restaurant, ein Hotel und eine Schnellstraße befanden sich ebenfalls auf dem Grundstück.
Die Newmarket Hall, Heimat der „Kentucky State Fair Sale of Champions“ und der „North American International Livestock Exposition“, wurde 1968 für 233.000 US-Dollar gebaut.
Am 3. April 1974 wurde das KEC von einem Tornado mit einem Gesamtschaden von über zwei Mio. US-Dollar getroffen. In den nächsten zwei Jahren wurden die Ost- und Westhalle eröffnet und die Broadbent Arena gebaut. Die Mehrzweckhalle fungierte auch als Austragungsort für Live-Konzerte diverser US-Musiker und Bands, wie zum Beispiel Elvis Presley oder Jackson 5. Des Weiteren war der Sportkomplex der Heimatort der Herren-Basketballmannschaft der University of Louisville für 54 Jahre. Von 1984 bis 1990 wurde das KEC für 12,5 Mio. US-Dollar renoviert und weitere 19.500 Sitzplätze kamen hinzu. 2003 wurde das Gelände erweitert.
Das Kentucky Exposition Center ist die sechstgrößte Einrichtung der Vereinigten Staaten und beherbergt die „Kentucky State Fair“, die „National Farm Machinery Show“ und die „North American International Livestock Exposition“ sowie die wichtigsten Messen des Landes.